# 艾希贝格
艾希贝格是奥地利施蒂利亚州哈特贝格县的一个市镇。总面积18.47平方公里，总人口1223人，人口密度66.2人/平方公里（2005年）。